# 佛大维相机
仏大维相机（Bolta Photavit）是美籍德国人Johann Bolten于1936-1951年间在其德国Photavit Werk GmbH生产的小型35毫米相机。

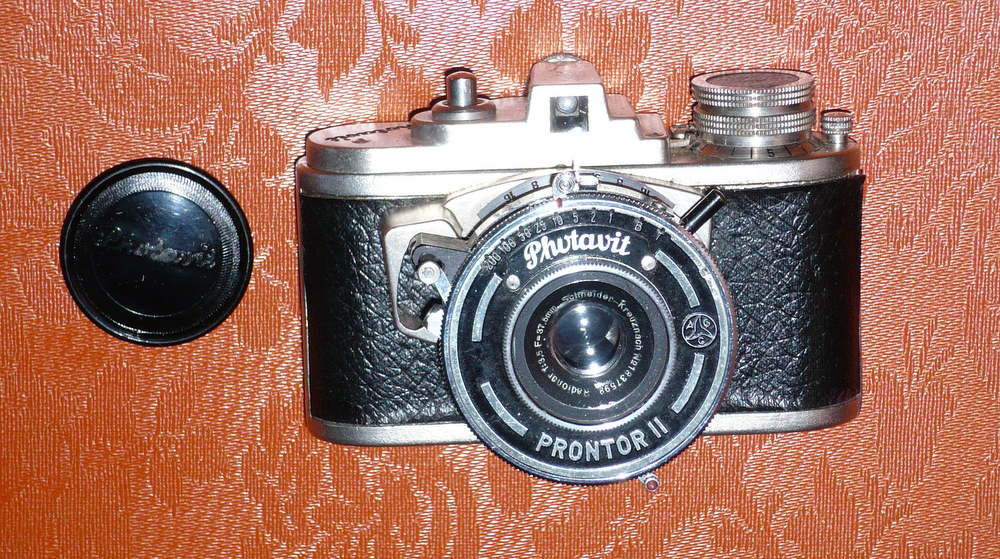
Bolta Photavit camera IV

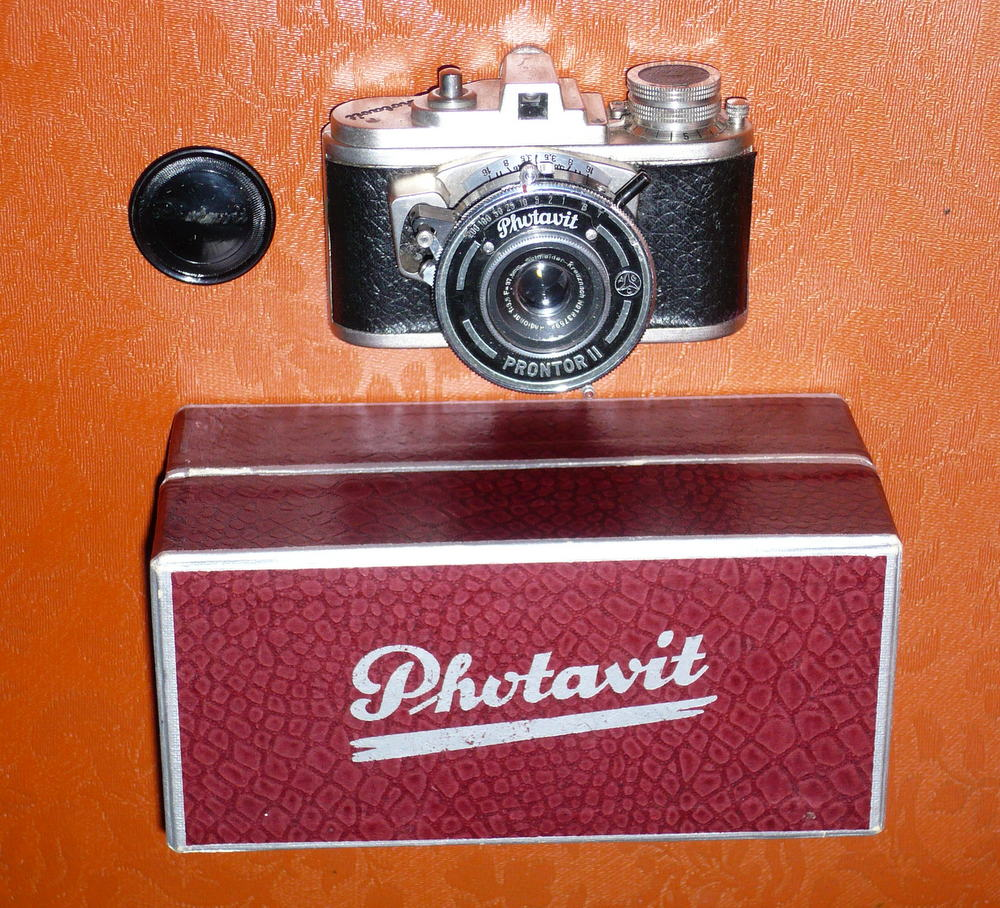
Bolta Photavit camera with box

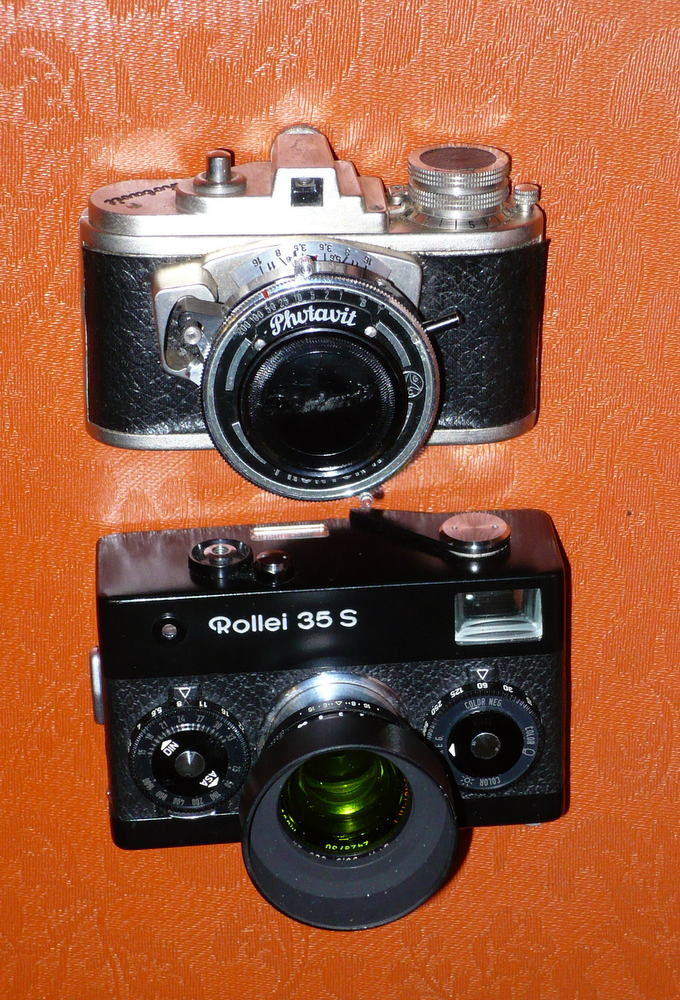
Photavit vs Rollei 35S

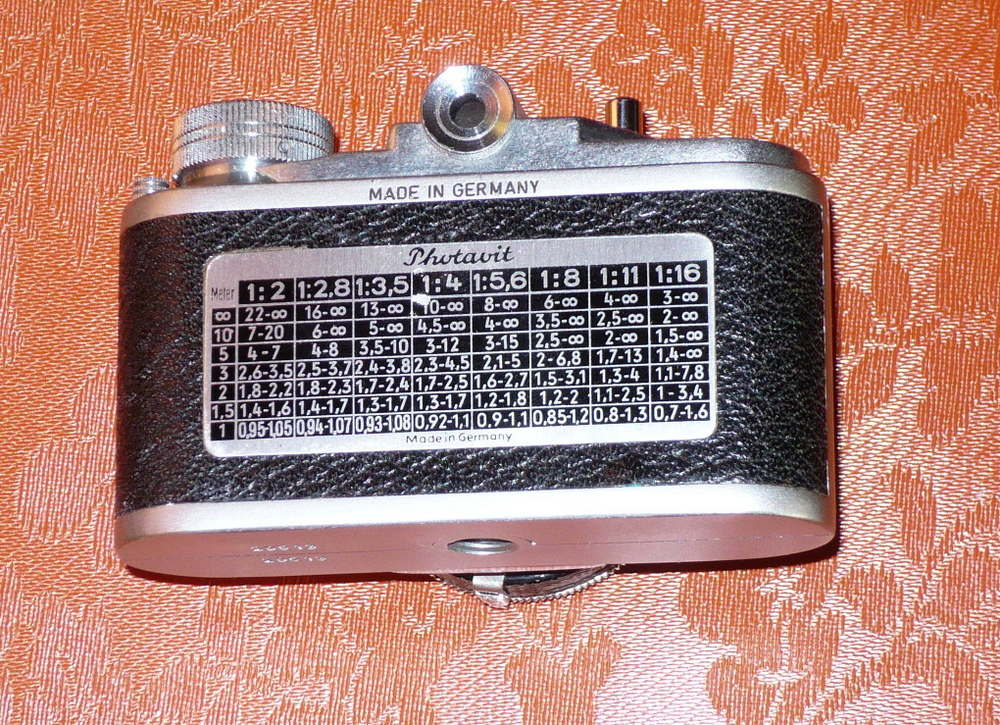
德国制造的仏大维相机背面的景深表

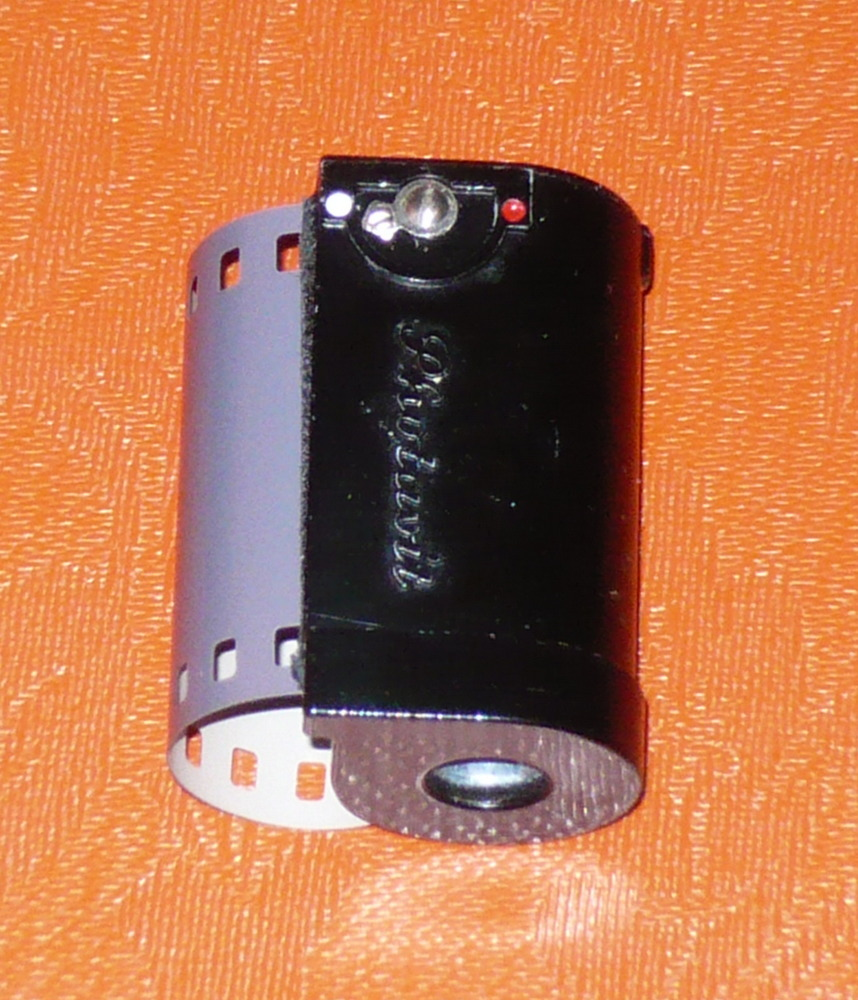
Photavit 35胶卷暗合

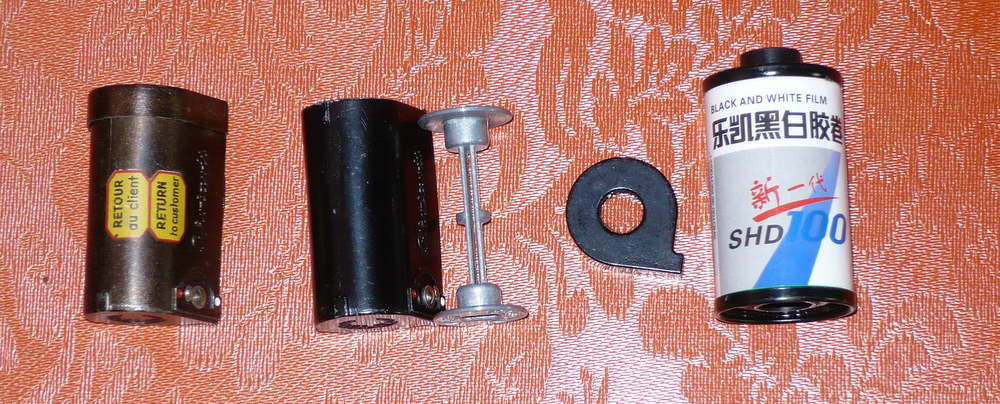
Photavit cassette vs regular 35mm film cassette

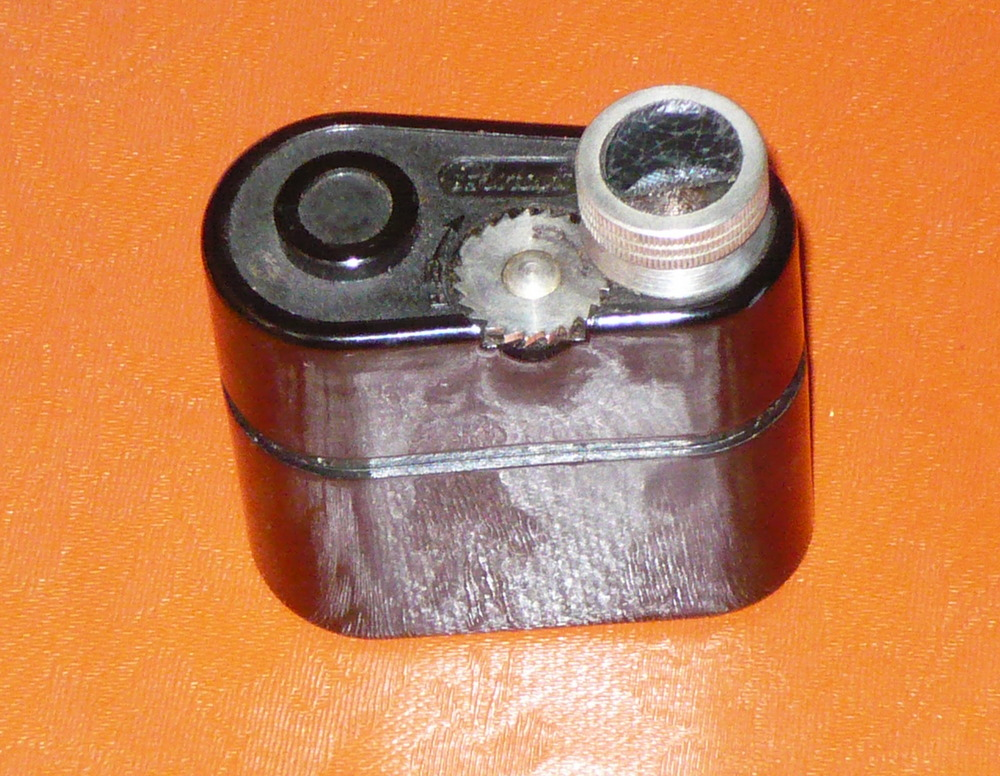
Photavit 胶卷安装器

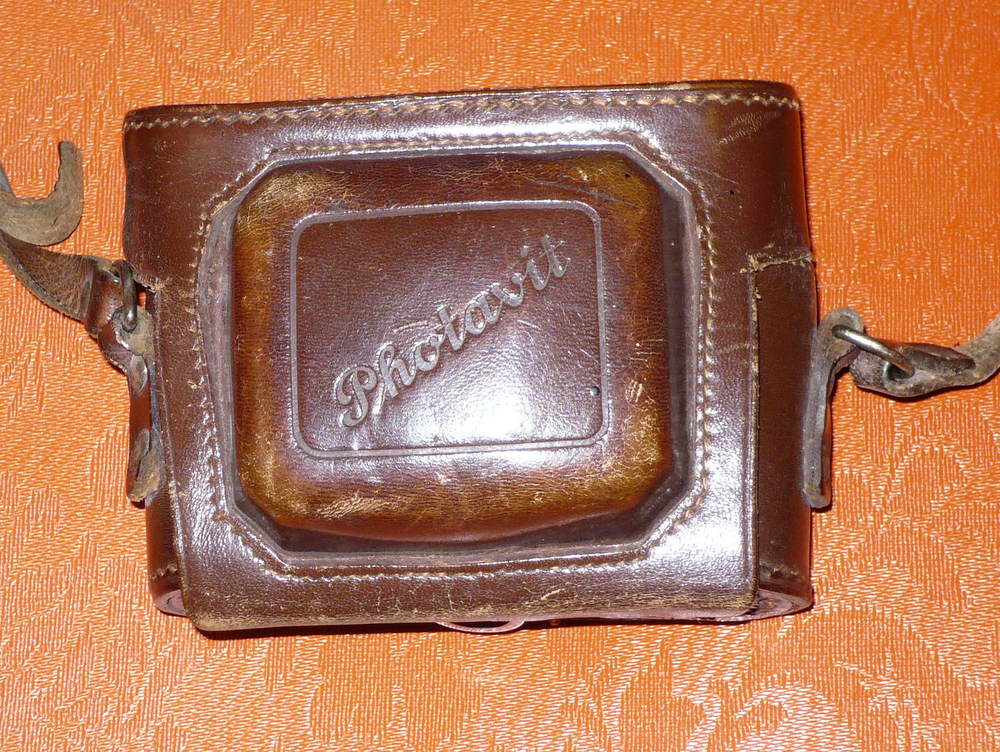
仏大维相机皮套

## 型号
仏大维相机最早的年份是1936年，一直生产到1951年，前后15年，共有6种型号。
̈*Boltavit (1936) 
- Boltavit II (1937)

- Photavit II (1938)
- Photavit III (1946)
- Photavit IV (1948)
- Photavit V (1951)

仏大维相机是世界上最小的全金属35毫米相机，长90毫米，高58毫米，宽60毫米
镜头Schneider Kreuznach 1：3.5  37.5毫米 镜头
距离：0.75，1，1.5，2，3，5，10，无穷
光圈3.5，4，5.6，8，11，16
镜间快门，速度 T,B,1，2，5，10，25，50，100，200
IV、V型具有8秒延时开关。

## 胶卷
早期的仏大维相机，没有齿轮驱动，因此，可用用有空或无空的35毫米胶卷
晚期的仏大维相机，具有齿轮驱动，必须使用有孔的35毫米胶卷，绝不可用无孔的35毫米胶卷。
利用Photavit胶卷安装器装入特制的Photavit胶卷暗盒。任何仏大维相机，绝不可用带纸背的胶卷。
一卷36张35毫米胶卷可以装入两个Photavit胶卷暗合，每合25幅
像幅  24x24毫米。